# 한무종가
한무종가(韓武宗家)는 한무도의 맥을 전승하고 정통기법을 보존하여 가전으로 이어가는 일가를 말한다.,

## 같이 보기
- 국제신문고수를 찾아서 2007.6.8 금요일자
- 문화지 봉생문화재단 고수 이사람  종가를 지키는 무인형제p2008년 여름호 48~51